# Lamprosema nannalis
Lamprosema nannalis là một loài bướm đêm trong họ Crambidae.